# 迦太基
迦太基（腓尼基語：𐤒𐤓𐤕 𐤇𐤃𐤔𐤕‬；罗马化：QRT ḤDŠT），是一個坐落於北非海岸（今突尼西亞）的城市，與羅馬隔海相望。
迦太基一词在腓尼基语中读作“Qart-ḥadašt” ，意思是「新的城市」，其早期居民为迦南城市泰尔（Tyre或譯為推羅）的移民。在古羅馬文獻中，迦太基也被稱為「布匿」（拉丁語：Punici）。
前8世紀，腓尼基人在北非建立迦太基城，當時迦太基城還只是腓尼基城邦泰爾的海外殖民地。前650年，脫離泰爾獨立，建立城市國家古迦太基。古迦太基强势时疆土遼闊，勢力最大曾囊括今天北非沿岸、今西班牙中部、科西嘉島、薩丁尼亞島、西西里島和馬爾他島，首都迦太基富極一時，其基礎是農業与商業，在外貿易居民善航海与貿易，在國內居民又是出色的農民，很早就出現了奴隸佔有制莊園，因此在當時地中海地區成為最有活力的經濟強國。
古迦太基曾先后与古希腊和古罗马争夺地中海霸权；却于前264年和前219年的两次战争中均被罗马共和国击败，丧失了军事主动权的迦太基最终在前146年的第三次布匿战争中被罗马军队攻陷，满城居民尽遭杀戮，繁华的迦太基城也被一炬焚尽。
羅馬軍隊摧毀了迦太基城後在迦太基城原址附近建立新城，並成為羅馬的阿非利加省首府。439年汪達爾人佔領迦太基，成為汪达尔-阿兰王国的首都。533年成為东罗马帝國的屬地，並成為東羅馬帝國重要文化中心。7世紀因阿拉伯帝國的崛起引發的戰亂而被徹底廢棄。

## 建城
據現有僅存的資料顯示，迦太基的建城時間比羅馬要早，据認為曾有居民七十万人，占地3.15平方千米（此数据严重存疑，因为3.15平方公里绝住不下70万人）。但確實時間無從考據。而较为广泛接受的说法是在奥林匹克运动会前38年，即現代學者一般所採用的前814年建城之說。腓尼基城邦「泰爾」的移民橫渡地中海建立了迦太基，藉以作為大量販賣奴隸及海上貿易的中轉站。
據考證，前814年，腓尼基人蘇爾王國（位於現今黎巴嫩南部西南海岸）的狄多公主因其兄庇格瑪里翁（Pygmalion）在國王死後，排斥公主而獨攬大權。為免遭迫害，狄多帶著財寶與僕人飄洋過海，在突尼斯灣登陸。她向柏柏人部落首領馬西塔尼求借一張牛皮之地棲身，得到應允；於是她便把一張牛皮切成一根根細條，然後把細牛皮連在一起，在緊靠海邊的山丘上圍起一塊地皮，建起了迦太基城。故而迦太基的卫城又叫柏萨，意为“一张牛皮”。

## 經濟發展
迦太基因為其強大的海軍控制西地中海，因此亦成為西地中海的貿易中心，每年均有龐大的經商收入。如上述，古迦太基擁有龐大的船隊，而且居民亦善於航海，所以其海路販運奴隸、金屬、奢侈品、酒和橄欖油等商業活動很蓬勃。同時間，其家庭式手工業亦很發達，當中以紡織品最為著名。而其內陸地帶 - 巴格拉達斯河谷的土地十分肥沃，所以迦太基即使在北非，亦有發達的農業，因此亦出現了奴隸制莊園。

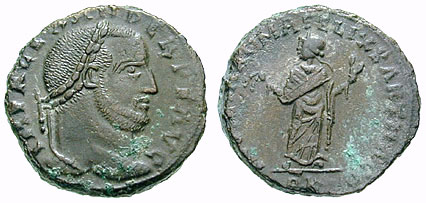
迦太基的錢幣

## 政府架構
迦太基主要是貴族寡頭式掌權，其中商業奴隸主與農業奴隸主這兩個統治階級間則往往有利害衝突，這造成了日後與羅馬作戰時出現和戰不定的問題。而最高行政官員有兩名，稱為蘇菲特，每年選舉產生，但選民限於富有的迦太基人，不過這兩位蘇菲特沒有兵權。迦太基與羅馬一樣，設有元老院，由300人組成。元老院擁有立法權和決策權，成員任期終身。並設有公民大會，但權力有限。此外，亦設有百人會議，共有成員104人，負責監察和作出審判。

## 早年歷史
大約在前8世紀 - 前6世紀，迦太基開始向非洲內陸擴展，並控制了北非的大部份腓尼基人殖民地。與此同時，迦太基亦向西地中海進發，佔領了伊比利亚半岛南部海岸及其附近島嶼，前654年征服了西西里島西部及撒丁島，前535年奪取科西嘉島等，開始稱霸西地中海，與希臘分別控制著地中海的西東兩邊。

## 與希臘爭霸
从前6世紀開始，迦太基開始與欲染指地中海西部的希臘人發生衝突。大約在前535年，迦太基人聯合伊特拉斯坎人，在科西嘉島近岸打敗了其中一支希臘人的艦隊。但是在前480年，敘拉古的領主格隆和阿克拉加斯的領主特隆所統率的希臘軍隊卻在西西里島大敗迦太基的軍隊。此後百年間，迦太基與希臘為了爭霸地中海而紛爭不斷。
直到前4世紀初，希臘在經歷伯羅奔尼撒戰爭後元氣大傷，開始停止在西西里殖民。而在希臘的皮洛士於西西里為希臘城邦作出最後一次對抗迦太基的戰事後，迦太基與希臘的紛爭大致告一段落。但取而代之的，卻是與更可怕的對手――羅馬所發生的戰爭。

## 布匿戰爭
前264～前146年，迦太基與羅馬發生了3次戰爭，史稱布匿战争。

### 第一次布匿戰爭
羅馬在前4世紀統一義大利後，開始向地中海進發，這與迦太基的利益產生衝突，但戰事還是由羅馬人先挑起的。羅馬人以保護其在西西里的同盟國為由，不顧以往與迦太基所簽署的三份友好聲明，出其不意的渡海進攻迦太基在西西里島的殖民地。
迦太基的海軍當時名震地中海，但羅馬初建的海軍卻接連擊敗迦太基的海軍，使得在西西里的迦太基軍隊沒有足夠的支援。但有趣的是，在這種情況下，素質一向不如羅馬陸軍的迦太基陸軍卻在名將哈密爾卡的帶領下，與羅馬陸軍打了個平手。在這種情況下，戰爭持續了23年（前263年－前241年），最後迦太基向羅馬求和，以迦太基全面撤出西西里島，並對羅馬以賠款為和約的條件終止戰爭。

### 第二次布匿戰爭
迦太基的貴族甘於接受和約的條款，但哈密尔卡卻心有不甘，矢志報仇。因为迦太基在第一次布匿战争中失去了西西里，为了增强自身实力，培植足以與羅馬抗衡的力量，哈米尔卡率軍進佔伊比利亞半島，並在那裡建立新迦太基。哈米尔卡死后，在伊比利亚半岛的事务由他的女婿哈斯德鲁巴管理。哈斯德鲁巴死后，哈米尔卡的长子汉尼拔掌管大权，并开始向罗马复仇。羽翼豐滿後，在前218年他率軍橫越被視為羅馬天然屏障的阿爾卑斯山，聯合當地的高盧人，在義大利半島各處擊潰羅馬軍隊，其中在坎尼戰役後，羅馬約7萬人的軍隊更被全殲。可是羅馬同盟的基礎太厚，漢尼拔不能完全將其瓦解，使羅馬獲得喘息機會。
西元前212年起，羅馬轉入反攻狀態，直攻迦太基，漢尼拔被逼回師去援救。結果漢尼拔因千里馳援，致使兵力下降，而其兵士亦顯得疲態畢露，最後於扎馬戰役被科爾內利烏斯·西庇阿擊敗。迦太基被逼於前201年與羅馬人簽訂了條款苛刻的和約，條約規定迦太基失去阿非利加以外的一切領地，將整個艦隊交給羅馬，並償付巨額戰爭賠款，迦太基失去所有伊比利亞半島的領土，海軍解散，只能有10艘防海盜的船。
這場戰爭共打了16年（前218年－前202年），而經此一役，迦太基已經再無力與羅馬爭鬥了。

### 第三次布匿戰爭
不出十年迦太基又欣欣向榮，前149年，羅馬人為免迦太基回復元氣，決定先發制人，圍攻迦太基。迦太基在沒有事先與羅馬協議攻打努米底亞，違反了第二次布匿戰爭的合約，於是羅馬藉口發動了第三次布匿戰爭。迦太基人在頑強抵禦三年後，於前146年春被羅馬軍統帥小西庇阿所攻滅。此役後，羅馬決定把迦太基城夷為平地，放火燒掉了迦太基的城市，大火延燒了17天，灰燼有一公尺深。羅馬軍隊挨房搜索，五萬居民被賣為奴隸。而迦太基港口亦被毀滅，迦太基亡國，並且在數世紀內成為羅馬帝國在北非的重要政治、經濟、文化和宗教中心。
第三次布匿戰爭只持續了三年（前149年－前146年），比前兩次都要短，可見羅馬先發制人的決定沒有錯誤。據說迦太基周圍的田野被撒了鹽，要它不能有任何生命生存。由于没有直接的史料與證據记载撒盐的记录，无法证明这一事件的真实性。但从更早时代的赫梯人以及亚述人的时代来看，毁灭城市后在废墟上撒盐相当常见。这一习惯延续到当时，也许已经成为一种形式。

## 罗马殖民地时代及其衰亡

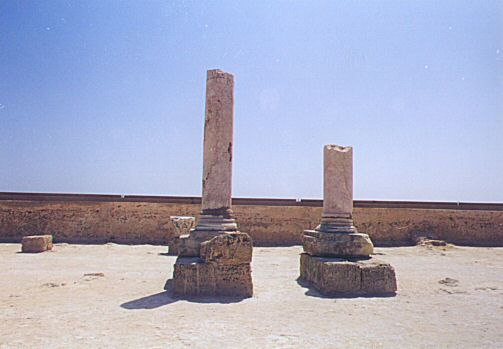
迦太基城遺址

羅馬人摧毁迦太基之後，在前122年建立新城於原迦太基城廢墟領土之上，在這裡建立了殖民地，後來人口曾達六十萬，成為當時僅次於羅馬的第二大城。之後在凱撒時代，羅馬亦曾把一些沒有土地的公民遣送至這裡，而由奧古斯都於前29年統治開始，羅馬將迦太基設為非洲阿非利加省的一部份。
羅馬皇帝哈德良還修築了巨大的馬加蓄水池和著名的安東尼浴場，工程從哈德良皇帝執政時期開始，到西元二世紀羅馬皇帝安敦寧·畢尤當政時竣工。在4世紀，羅馬帝國分裂，迦太基隸屬西羅馬帝國。而在4世紀時，西羅馬帝國逐漸崩潰，439年汪達爾人乘機入侵迦太基，並佔領了非洲北部沿海大片土地，成立了汪达尔-阿兰王国。
533年成為东罗马帝國的屬地。在這裏產生了第一所基督教拉丁文學院。許多著名的基督教衛道學者如特土良與聖奧古斯汀都曾在此成長、寫作。到了7世紀，阿拉伯人向亞、非、歐三大洲的鄰國入侵，在其倭馬亞時代征服了迦太基在內的北非大部分領土。698年，阿拉伯人侵入該城，迦太基被严重破坏，后成為阿拔斯王朝的地方政府所在地。1217年-1221年，當第五次十字軍東征橫掃過迦太基之後，這座歷經滄桑的古城幾乎損壞殆盡，終於完全消失在歷史中。

## 遺蹟

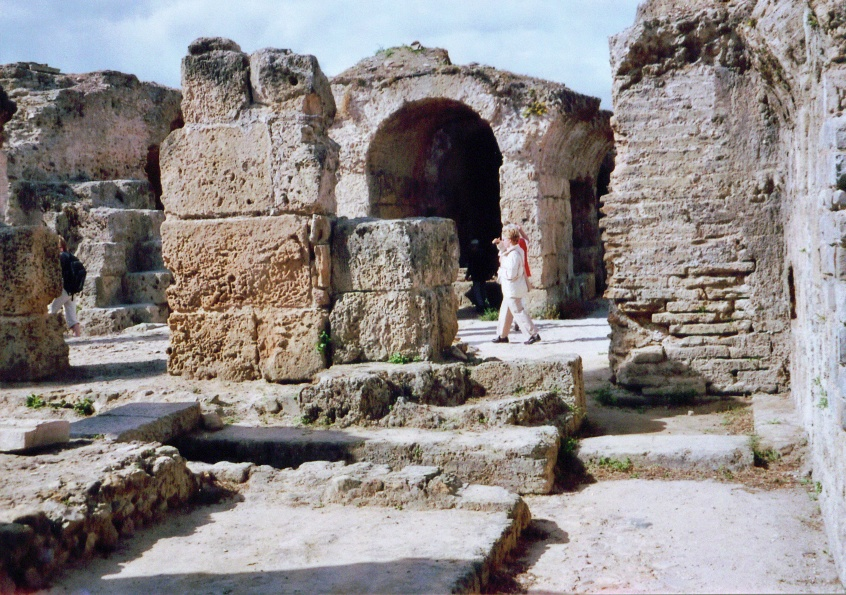
迦太基城的遺蹟

迦太基現在仍有很多遺蹟可尋，現在看到的殘存遺跡多數是羅馬人在其佔領時期原地重建的，如碉堡、水渠、神殿、音樂廳、劇場、澡堂、競技場等的殘存部分。

## 相關作品
- 迦太基也是法國動畫片Code Lyoko（港譯至NET奇兵）的第五區域代號。

### 引用
1. ↑  阿庇安 《罗马史》第八卷第一节
2. ↑  .   [2017-05-12]. （原始内容存档于2019-06-05）.